# Педерсен, Ганс
Ганс Педерсен (дат. Hans Pedersen; 5 ноября 1887, Højelse, Зеландия — 22 сентября 1943, Kimmerslev, Зеландия) — датский гимнаст, серебряный призёр летних Олимпийских игр 1912 и 1920 годов в командном первенстве по шведской системе. Участник внеочередных летних Олимпийских игр 1906 года (серебряный призёр).
Был женат на Камилле Ларсен родом из Сторескова (Дания).